# Secretarul general al Națiunilor Unite

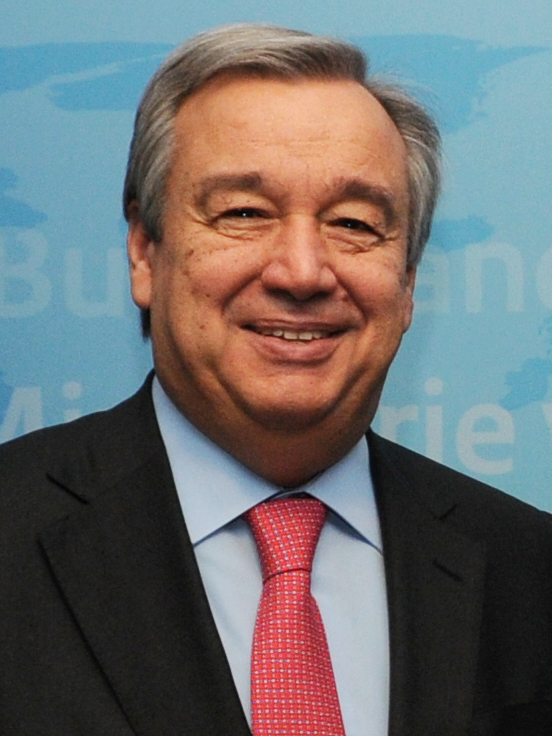
António Guterres, secretarul general al Națiunilor Unite

Secretarul general al Organizației Națiunilor Unite este șeful Secretariatului, unul din principalele organe ale Organizației Națiunilor Unite. Secretarul general acționează, de asemenea, în calitate de purtător de cuvânt de facto și lider al Organizației Națiunilor Unite. 
Actualul secretar general este Antonio Guterres din Portugalia, care ocupă această funcție din 2017. Actualul mandat va expira în 2026.

## Rol
Secretarul general a fost în viziunea Președintelui SUA Franklin D. Roosevelt ca un „moderator mondial”, dar a fost definit în Carta Națiunilor Unite în calitate de șef administrativ al organizației (articolul 97). Cu toate acestea, această definiție din Cartă nu l-a oprit pe secretarul general să joace un rol important pe scena diplomatică mondială.
Reședința oficială a Secretarului General este pe Sutton Place South at 53d din Manhattan, New York City. Reședința a fost construită pentru Anne Morgan în 1921 și a donat pentru Organizația Națiunilor Unite în 1972. 
| Nr. | Nume                    | Țara sau naționalitatea | Începutul mandatului | Sfârșitul mandatului | Note                                       |
| --- | ----------------------- | ----------------------- | -------------------- | -------------------- | ------------------------------------------ |
| 1   | Trygve Lie              | Norvegia                | 2 februarie 1946     | 10 noiembrie 1952    | A demisionat                               |
| 2   | Dag Hammarskjöld        | Suedia                  | 10 aprilie 1953      | 18 septembrie 1961   | A murit în timpul mandatului               |
| 3   | U Thant                 | Myanmar                 | 30 noiembrie 1961    | 31 decembrie 1971    | Primul secretar general din Asia           |
| 4   | Kurt Waldheim           | Austria                 | 1 ianuarie 1972      | 31 decembrie 1981    |                                            |
| 5   | Javier Pérez de Cuéllar | Peru                    | 1 ianuarie 1982      | 31 decembrie 1991    | Primul Secretar General din America de Sud |
| 6   | Boutros Boutros-Ghali   | Egipt                   | 1 ianuarie 1992      | 31 decembrie 1996    | Primul secretar general din Africa         |
| 7   | Kofi Annan              | Ghana                   | 1 ianuarie 1997      | 31 decembrie 2006    |                                            |
| 8   | Ban Ki-moon             | Coreea de Sud           | 1 ianuarie 2007      | 31 decembrie 2016    |                                            |
| 9   | Antonio Guterres        | Portugalia              | 1 ianuarie 2017      | Încă în funcție      |                                            |